# Жумабаев, Ермек Жианшинович
Ермек Жианшинович Жумабаев (каз. Ермек Жианшаұлы Жұмабаев, род. 29 июля 1949; Щербактинский район, Павлодарская область Казахская ССР) — казахстанский государственный и общественный деятель. Депутат Сената Парламента Республики Казахстан (1995—2014).

## Биография
Ермек Жианшинович Жумабаев Родился 29 июля 1949 года в селе Шалдай Щербактинского района Павлодарской области. Происходит из рода уак.
В 1975 году окончил юридический факультет Казахского государственного университета им. С.М. Кирова по специальности юрист.
В 2006 году защитил учёное звание кандидат юридических наук, тема диссертации: «Уголовное право и криминология; уголовно-исполнительное право».
Автор ряда научных работ по проблемам защиты прав человека в Республики Казахстан.

## Трудовая деятельность
С 1966 по 1968 годы — Преподаватель физики в восьмилетних школах Щербактинского района Павлодарской области.
С 1975 по 1977 годы — Следователь Баянаульской районной прокуратуры.
С 1978 по 1979 годы — Старший следователь Павлодарской областной прокуратуры, Заместитель Прокурора Индустриального района г. Павлодара.
С 1979 по 1995 годы — Прокурор Экибастузского, Майского, Железинского района Павлодарской области.

## Выборные должности, депутатство
С декабрь 1995 по октябрь 2014 годы — Депутат Сената Парламента Республики Казахстан пяти созывов от Павлодарской области, член Комитета по конституционному законодательству, судебной системе и правоохранительным органам.
Член Межпарламентского Союза, группы сотрудничества с Парламентом Соединенного Королевства Великобритании и Северной Ирландии, Председатель Комитета по законодательству и правовой реформе (1999—2005).
Председатель Комитета по государственному строительству и правовой политике (2005—2007).
Председатель Комитета по законодательству и правовым вопросам (2007—2008).
Член Национального Совета по правовой политике при Президенте Республики Казахстан и Национальной комиссии по созданию свода законов. 

## Награды и звания
- Орден Курмет (2006)
- Орден Парасат (2013)[3]
- Почётная Грамота Республики Казахстан (2001)[4]
- Медаль «Астана» (1998)
- почётное звание «Почётный гражданин Павлодарской области» (9 декабря 2013 года)
- почётное звание «Почётный гражданин Щербактинского района Павлодарской области»
- почётное звание «Почётный работник прокуратуры Республики Казахстан»
- почётное звание «Почётный работник системы органов юстиции Республики Казахстан»
- Почётная грамота Совета МПА СНГ (17 апреля 2014 года, Межпарламентская ассамблея СНГ) — за активное участие в деятельности Межпарламентской Ассамблеи и её органов, вклад в укрепление дружбы между народами государств — участников Содружества Независимых Государств[5]

- Государственные юбилейные медали
- 1970 — Медаль «В ознаменование 100-летия со дня рождения Владимира Ильича Ленина»
- 2001 — Медаль «10 лет независимости Республики Казахстан»
- 2005 — Медаль «10 лет Конституции Республики Казахстан»
- 2006 — Медаль «10 лет Парламенту Республики Казахстан»
- 2008 — Медаль «10 лет Астане»
- 2011 — Медаль «20 лет независимости Республики Казахстан»
- 2016 — Медаль «25 лет независимости Республики Казахстан»[6]
- Юбилейная медаль «20 лет Прокуратуре Республики Казахстан» и др.